# Aymar Navarro Combalie
Aymar Navarro Combalie (Les, Vall d'Aran, 7 de juny de 1989) és un esquiador professional de freeride que es troba entre els millors esquiadors fora de pistes del món.

## Biografia[calcitació]
Aymar Navarro va néixer a Les. Va passar una llarga temporada practicant i competint esquí alpí i practicant snowboard, però es va sentir atret pel freeride, que consisteix en esquiar per un recorregut sense marcar, triant-lo amb tota llibertat. Per practicar aquesta modalitat d'esquí calen baixades amb bastant dificultat, neu pols i obstacles per poder-los saltar o esquivar. S'han de fer servir esquís amples i més llargs. S'hi pot arribar en helicòpter, o bé caminant, amb els esquís a l'espatlla.
L'any 2013 es va veure implicat en una polèmica després de fer un anunci per motxilles amb ABS (motxilles amb airbag com a mesura de protecció), ja que mentre rodaven l'anunci es va produir una allau i la marca ho va aprofitar per l'anunci sense cap remordiment, tot i que podria haver causat lesions greus a l'esquiador.

## Freeride i documentals[calcitació]
Aymar Navarro va guanyar el premi del millor esquiador europeu l'any 2017. També ha quedat en tercera posició a la competició del freeride world tour a Andorra.
L'esquiador ha rodat pel·lícules, com per exemple South Lines 2017, que va fer amb els seus companys Adrià Millan i Txema Trull (fotògraf professional de muntanya) i que supera el milió de reproduccions a les xarxes socials. South Lines 2017 és un documental d'una travessa per diferents muntanyes de Sud-amèrica on l'Aymar i els seus companys esquien per àrres desconegudes o molt poc transitades. Aquest documental es va presentar a diversos festivals amb molt bona acollida. Diverses marques s'hi van interessar i, Atomic Skis, una d'elles, va impulsar un tour i va animar que l'any següent, amb la mateixa filosofia i estratègia, es fes d'una manera més professional, naixent el South Lines powered by KAYAK (2018).
Aymar Navarro té uns quants espònsors, com per exemple The North Face, Atòmic, Vall d'Aran i Seat.